# Paralcis rufaria
Paralcis rufaria är en fjärilsart som beskrevs av W. Warren 1896. Paralcis rufaria ingår i släktet Paralcis och familjen mätare. Inga underarter finns listade i Catalogue of Life.